# Kościół św. Wojciecha w Jeleniej Górze
Kościół św. Wojciecha w Jeleniej Górze – wzniesiony około 1500 roku w stylu późnogotyckim, gruntownie restaurowany w latach 1964–1970, na przełomie osiemdziesiątych i dziewięćdziesiątych XX wieku dobudowano nawę, która dzisiaj stanowi główną część obrządkową kościoła. Wyposażenie starej części kościoła barokowe: ołtarz główny, ambona, organy, drewniane rzeźby, płótna olejne. Klasycystyczna piaskowcowa chrzcielnica z XIX wieku. Obecnie katolicki parafialny (od 1972). Mieści się w dzielnicy Zabobrze, przy ulicy Stanisława Moniuszki.